# Route nationale 152
Dieser Artikel wurde aufgrund von inhaltlichen Mängeln auf der Qualitätssicherungsseite des WikiProjekts Straßen eingetragen. Dies geschieht, um die Qualität der Artikel aus dem Themengebiet Straßen auf ein akzeptables Niveau zu bringen. Bitte hilf mit, die inhaltlichen Mängel dieses Artikels zu beseitigen, und beteilige dich bitte an der Diskussion!
Die Route nationale 152, kurz N 152 oder RN 152 war eine französische Nationalstraße, die von 1824 bis 1973 von Angers nach Briare verlief. Sie geht auf die Route impériale 172 zurück. Ihre Länge betrug 296,5 Kilometer. 1973 wurde sie auf den Abschnitt zwischen Angers und Saumur herabgestuft sowie ab Orléans über die Trasse der N51 nach Fontainebleau verlegt. Die N60 übernahm gleichzeitig den Abschnitt von Orléans bis Châteauneuf-sur-Loire.
Der Verlauf von 1973 bis 2006 setzte sich aus diesen Teilen zusammen:
- N 51 Fontainebleau - Orléans
- N 152 Orléans - Saumur

## N152a
1903 wurde in Orléans eine neue Loirebrücke eröffnet, die gleichzeitig ins Nationalstraßennetz als N152A aufgenommen wurde. Sie wurde 1933 in N751A umgenummert. Zur gleichen Zeit wurde ein neuer Seitenast der N152 mit N152A ausgeschildert. Dieser lief von der N152 in Varennes-sur-Loire aus über die Loirebrücke "Pont de Montsoreau" zur N147 (D947) in Montsoreau verlief. Seit 1973 trägt sie die Nummer D952A.

## N152bis
Die N152bis war ein Seitenast der N152 in Blois, der 1975 als Verbindung zur A10 mit deren Inbetriebnahme entstand. 1978 wurde die Straße in N252 umgenummert und 2006 zu D952A abgestuft.